# گزینش جنسی
گزینش جنسی (به انگلیسی: Sexual selection)، به گزینش ویژگی‌هایی در یک موجود زنده گفته می‌شود که موجب افزایش موفقیت آن موجود در تولید مثل می‌گردند (حتی اگر این صفات و ویژگی‌ها سبب افزایش سازواری جاندار برای بقا نشوند یا موجب کاهش سازواری او در این جهت گردند). جاندارانی که در آن‌ها چنین ویژگی‌هایی فرگشت(تکامل) بیشتری پیدا کرده، بخت زاد و ولد بالاتری داشته و فرزندان بیشتری تولید خواهند کرد. شباهت انتخاب جنسی و انتخاب طبیعی از این روست که هر دو سبب موفقیت بیشتر جاندار در تولید فرزند می‌گردند. از سوی دیگر باید توجه داشت که گزینش در انتخاب طبیعی (برخلاف انتخاب جنسی) به‌طور مستقیم تولید مثل را هدف قرار نمی‌دهد بلکه تنها به‌طور غیر مستقیم و از راه گزینش صفاتی که سازواری جاندار را برای بقا بالاتر می‌برند، بخت او را برای تولید فرزند بیشتر افزایش خواهد داد. در سال ۱۸۷۱ چارلز داروین برای نخستین بار به تشریح گزینش جنسی در کتاب خود به نام تبار انسان و گزینش در رابطه با جنسیت پرداخت.

## گزینش جنسی در جانوران

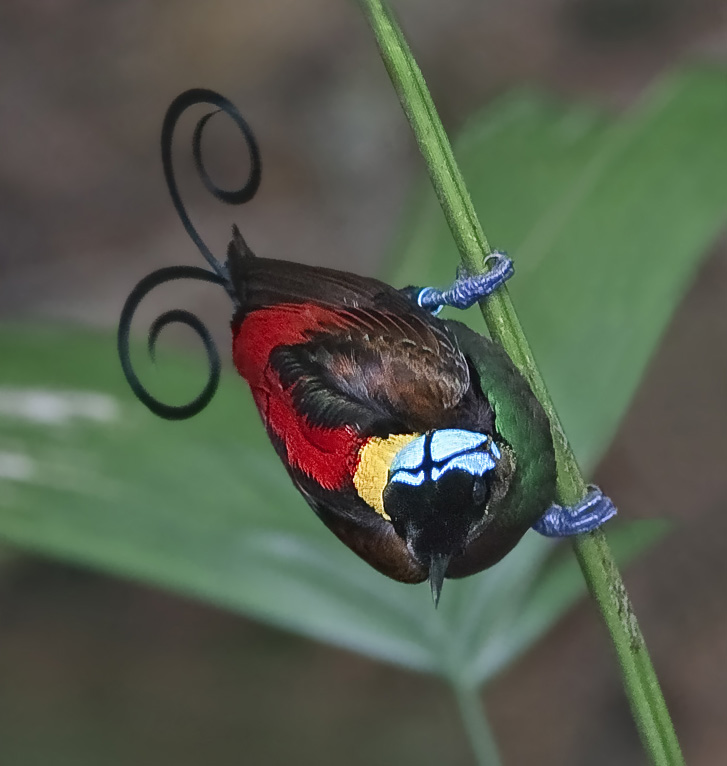
پرهای رنگین مرغ بهشتی نر می‌تواند سبب جلب توجه شکارچیان گردیده و شانس بقای پرنده را پایین آورد. با این وجود مرغ بهشتی نری که بدون چنین زینت‌هایی باشد برای جفت‌گیری از سوی پرنده ماده انتخاب نخواهد گردید و بخت تولید فرزند را به کلی از دست خواهد داد.

در غالب گونه‌های جانوری جنس نر توان تولید فرزندان بیشتری از جنس ماده را دارد. یکی از دلایل مهم آن این است که اسپرم بسیار کوچک است و هزینه زیست شناختی پائینی دارد حال آنکه سلول تخم بزرگ است و تولید آن پرهزینه می‌باشد. در جانورانی که لقاح داخلی دارند (مانند بسیاری از مهره‌دارانی که در خشکی زندگی می‌کنند) بخشی (پرندگان و خزندگان) یا تمامی (پستانداران) مراحل رشد جنینی در بدن جنس ماده رخ می‌دهد و در بیشتر موارد جنس ماده به شکلی نابرابر با جنس نر، هزینه گزاف مراقبت از فرزندان را به دوش می‌کشد. برخلاف جنس نر که تنها با افزایش تعداد نزدیکی توان افزایش موفقیت زادآوری را داراست، جنس ماده به دلایل بالا بدون چنین توانی است و از این رو برای افزایش موفقیت زادآوری خود دست به گزینش جفت می‌زند. گزینش جنسی می‌تواند در سطح سلول جنسی یا اسپرم یا در سطح فردی رخ دهد.

### گزینش جنسی در سطح اسپرم
در بسیاری از گونه‌های جانوری تعداد اسپرم تولید شده به وسیلهٔ جنس نر بسیار بیشتر از سلول تخم ایجاد شده توسط جنس ماده است. از این رو رقابت بسیار شدیدی در میان اسپرم‌ها برای رسیدن به تخم وجود دارد. اسپرم‌ها باید از سد سیستم ایمنی جنس ماده و محیط اسیدی واژن بگریزند و توان بالایی برای شنا کردن و صعود از دهانه رحم و رحم را داشته باشند. این فرایند خود منجر به حذف اسپرمهای نا سازوار و انتخاب سازوارترین اسپرم‌ها می‌گردد.

### گزینش جنسی در سطح فردی

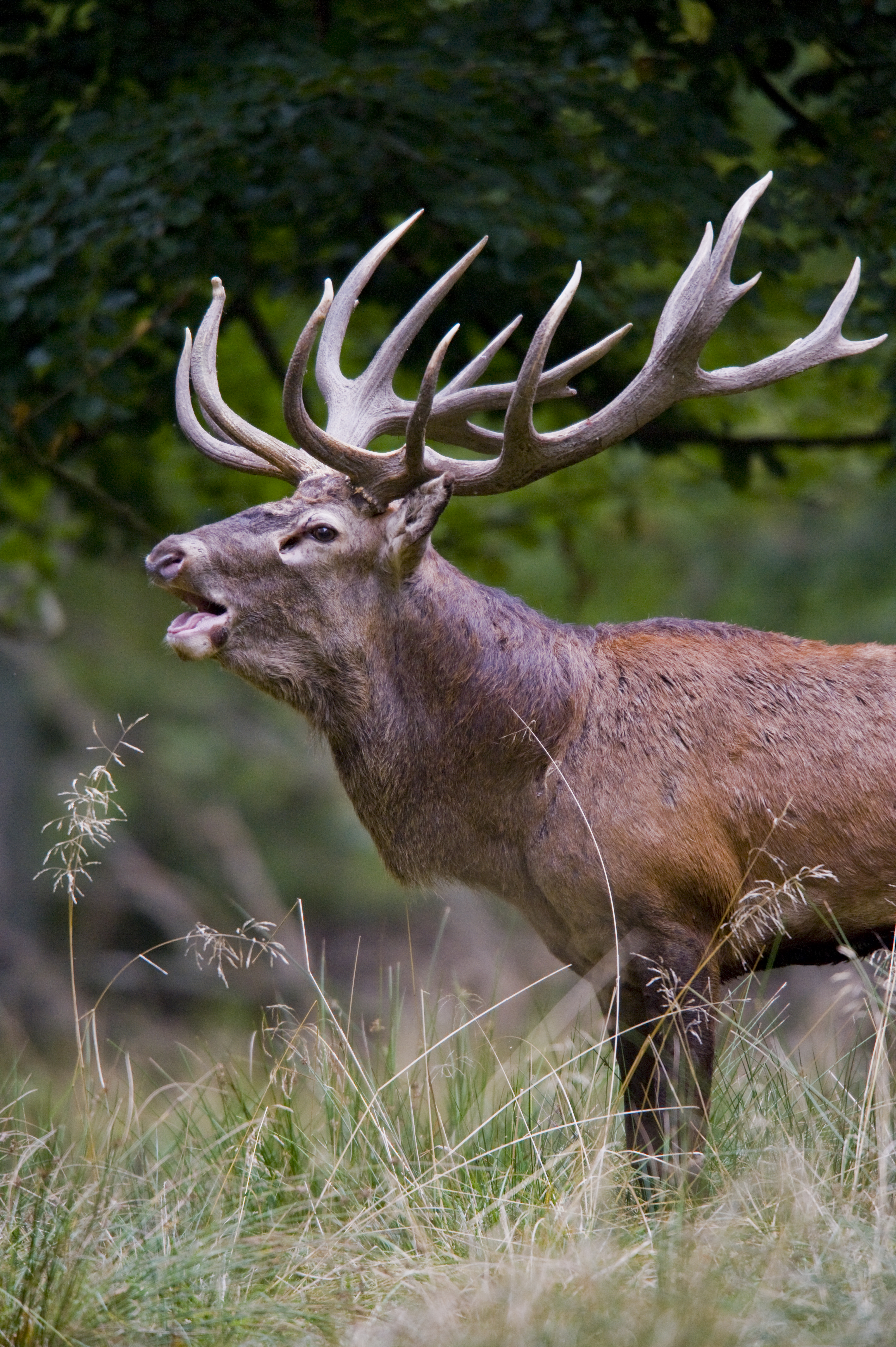
درفصل جفت‌گیری، گوزن نر از شاخ خود برای مبارزه با سایر گوزن‌های نر بهره می‌گیرد

جانوران ماده بر اساس ویژگی‌های جنس نر و از روی شاخص‌های سازواری (صفتی که نشانگر توان و سلامتی جاندار است) به گزینش جفت می‌پردازند. شاخص سازواری باید پرهزینه باشد و هر اندازه چنین شاخصی از نظر زیست شناختی پرهزینه تر باشد نشانگر بهتری برای سلامتی محسوب می‌گردد. از بهترین شاخص‌های سازواری می‌توان به شاخص‌هایی اشاره کرد که نشانگر عاری بودن جاندار از بیماری‌ها هستند. به عنوان نمونه می‌توان از فرمانروایی بر قلمروی بزرگ، زینت‌های بدنی (پرهای رنگین پرندگان) و تقارن بدنی (بیماری و سلامتی پائین می‌تواند منجر به عدم تقارن سمت چپ و راست بدن جاندار شود) نام برد. انتخاب طبیعی می‌تواند سبب متوقف شدن انتخاب جنسی گردد ولی این اتفاق بسیار دیرهنگام و تنها پس از ایجاد زینت‌های بسیار پرهزینه و هنگامی که چنین هزینه هائی تداخل واضحی با سازواری جاندار برای بقا بازی کنند رخ می‌دهد. هنگامی که یک شاخص سازواری در نتیجه انتخاب جنسی پدیدار گردد می‌تواند به عنوان مکانیسمی برای جداسازی و تقسیم جمعیت به دو گروه به کار رود که چنین فرایندی خود می‌تواند سبب گونه زایی گردد. صفاتی که توسط انتخاب جنسی ایجاد می‌گردند می‌توانند سبب افزایش رقابت درون جنسی گردند. دودیسی اندازه که در بسیاری از گونه‌های جانوری دیده می‌شود سبب می‌شود که جانوران نر از بزرگی جثه خود برای جنگ با دیگر جانوران نر گونه بهره گیرند. جنس نر گاه از آنچه به عنوان شاخص سازواری به وجود آمده (همانند شاخ) به عنوان اسلحه استفاده می‌کند.

#### گزینش جنسی در انسان
گزینش جنسی نقش بزرگی در تکامل انسان ایفا کرده‌است. شاخص‌های سازواری بسیاری در انسان وجود دارند که به زنان و مردان در گزینش جفت کمک می‌کنند. برخی از این شاخص‌ها قابل مشاهده می‌باشند (بدن عضلانی مردان و سایز اندام زنان). برخی از این شاخص‌ها مربوط به عملکرد جفت هستند. برای مثال آلت تناسلی مردان و اندازه لگن زنان در انسان‌ها بزرگتر از بسیاری دیگر از نخستیان است. برخی دلیل آن را رفتار جنسی مربوط به انسان می‌دانند. برخلاف برخی دیگر از نخستیان مانند گوریل‌ها که جانور نر حرم‌سرای خود را دارد و احتمال بی قیدی جنسی ماده گوریل‌ها بسیار پائین است، رفتار جنسی انسان‌ها به‌طور نسبی با بی قیدی جنسی همراه است. گروهی دیگر دلیل آن را گزینش آلت تناسلی بزرگ توسط جنس ماده و گزینش اندام‌های بزرگ‌تر (سینه، باسن و…) توسط جنس نر به دلیل لذت تماسی ایجاد شده توسط آن در زنان و مردان می‌دانند. تولید مثل و نگهداری از فرزند در انسان‌ها چنان پرهزینه است که برای بقای فرزندان همیاری هر دو والد بسیار مفید است. اگر جنس ماده بتواند یاری جنس نر را در بزرگ کردن و محافظت فرزندان جذب کند، بخت موفقیت تولید مثل وی افزایش خواهد یافت. جنس نر نیز ترجیح می‌دهد که فرزندش را زنی بزرگ کند که توان حمایت از وی تا بزرگسالی را داشته باشد. این موارد سبب ایجاد شاخص‌های سازواری در زنان گردیده‌است که برای مردان جذاب است و نمایانگر سلامت جسمانی زنان می‌باشد. یکی از نخستین شاخص‌ها چهره‌ای بدون نقص و متقارن است. تجمع چربی شاخص سودمند دیگری است که نه تنها نشانگر سلامتی جنس ماده است بلکه بیانگر توان جنس ماده در تغذیه و حمایت از فرزند در دوران خشکسالی است. چنین تجمعی به ویژه در نقاط آشکاری همچون سینه‌ها و باسن زن مورد توجه جنس نر قرار می‌گیرد و از سوی دیگر چهره، سینه و باسن زن نمایانگر سن وی نیز می‌باشند. (که این موضوع در دیگر جانوران نیز قابل مشاهده است) بسیاری از دانشمندان فرگشتی در درک دیدگاه داروین در مورد اهمیت فراوان انتخاب جنسی در فرگشت انسان برای مدت زمانی طولانی ناتوان بودند. آن‌ها تمرکز خود را برآن چه باعث افزایش توان بقای انسان در طول زمان بود معطوف کرده بودند. به عنوان مثال از دیدگاه آنان زبان بیشتر برای ایجاد ارتباط در جهت نشان دادن منابع، تولید و به‌کارگیری ابزار برای دسترسی به منابع و به عنوان اسلحه در مقابل قبایل متخاصم و بی موئی انسان برای خنک شدن در گرمای آفریقا پدیدار گردیده‌است. آن‌ها آنچه ما هوش می‌نامیم را گزینش یافته در اثر انتخاب طبیعی و برای اعمال مهمی چون دستیابی به منابع و جنگیدن دانسته‌اند. برخی از این توضیحات قانع‌کننده و بعضی دیگر ناکافی هستند. در ابتدای قرن بیستم بسیاری ایجاد زبان را تنها در اثر گزینش به وسیلهٔ انتخاب طبیعی می‌دانستند حال آن که زبان بسیار پیچیده‌تر از آنست که تنها برای مواردی کاربردی چون اعلام خطر به وجود آمده باشد. شاید بتوان زبان را یک نشانگر سازواری در نظر گرفت که بیانگر کیفیت هوش و سلامت مغزی است. افرادی که در سخنان خود از واژه‌های پیچیده و دستور زبان فاخر بهره می‌جویند کارایی بالاتر مغز خود را به نمایش می‌گذارند. بسیاری از نمایشگرهای سلامت مغز مانند موسیقی و هنر می‌توانند بیانگر کیفیت مغزی و ذهنی فرد باشند. جفری میلر معتقد است که از آن رو که مغز خود اندامی بسیار پرهزینه محسوب می‌شود و میزان بسیار بالائی از انرژی و اکسیژن بدن را مصرف می‌کند، باید تکامل مغز را یک نشانگر سازواری در نظر گرفت. از این رو هر آنچه مغز انجام می‌دهد خود می‌تواند نشانگری برای سازواری انسان باشد و تحت انتخاب جنسی قرار گیرد. انتخاب جفتی که هوش سرشاری دارد نشانگر قابل اعتمادی برای خوب بودن ژن‌های او می‌باشد.

## گزینش جنسی در گیاهان
همانند جانوران، گیاه نر یا اندام نر یک گیاه توان تولید تعداد بسیار زیادی اسپرم یا گرده را دارد و گیاه ماده یا اندام ماده گیاه تنها تعدادی محدود سلول تخم تولید می‌کند و فرایند تولید دانه و میوه نیز برای گیاه ماده روندی بسیار پرهزینه است. از این روست که گیاهان جنس نر برای بارور کردن سلول‌های تخم به رقابت می‌پردازند. برای مثال می‌توان به رقابت نرها برای باز شدن زودهنگام شکوفه‌ها به منظور بارور سازی هر چه بیشتر سلول‌های تخم اشاره نمود. از سوی دیگر می‌توان مشاهده کرد که گیاهان نر گل‌های بزرگتر و رنگین تری از گیاهان ماده دارند که دلیل آن می‌تواند رقابت گیاهان نر برای جذب پرندگان و حشرات گرده افشان باشد که خود نمادی از رقابت درون جنسی گیاهان نر محسوب می‌گردد. در بسیاری از گیاهان پس از گرده افشانی، گرده باید مسافتی طولانی را در طول یک لوله که گاه صدها برابر اندازه اولیه خود گرده است رشد نماید تا به سلول تخم برسد و آن را بارور سازد. برخی از گیاه شناسان دلیل وجود چنین لوله‌ای را قطع دسترسی گرده‌های ناسالم و نازا در رسیدن به سلول تخم و گزینش بهترین گرده‌ها توسط گیاه ماده در اثر پدیده انتخاب جنسی می‌دانند.

## تاریخچه

### داروین
انتخاب جنسی برای اولین بار توسط چارلز داروین در خاستگاه گونه‌ها (۱۸۵۹) مطرح شد و در تبار انسان، و انتخاب طبیعی در ارتباط با جنسیت (۱۸۷۱)، توسعه یافت، زیرا احساس می‌کرد که انتخاب طبیعی به تنهایی قادر به پاسخگویی به انواع خاصی از غیر سازگاری‌های بقا نیست. او یک بار به یکی از همکاران خود اینگونه نوشت: "هر گاه که به پر دم طاووس زل بزنم، مرا بیمار می‌کند!" کار او انتخاب جنسی را به رقابت بین مردان و انتخاب زن تقسیم کرد.

### رونالد فیشر
آمارشناس و زیست‌شناس تکاملی انگلیسی، رونالد فیشر تعدادی ایده دربارهٔ انتخاب جنسی در کتاب فرضیه ژنتیکی انتخاب طبیعی خود در ۱۹۳۰، به قانون فیشر و فرضیه پسر دارای تمایلات جنسی نیز اشاره نمود.

## فرضیه

### موفقیت در زادآوری
موفقیت در زادآوری در یک ارگانیسم به وسیله تعداد فرزندانی که به دنیا می‌آیند، کیفیت آنها و سازواری یا توانایی زیستی آنها اندازه‌گیری می‌شود.
ترجیحات جنسی باعث به وجود آمدن گرایش در جهت جفت‌گزینی یا جفت‌گیری با همجنسان می‌شود.

### تعابیر مدرن
شکاکیون ایده‌های داروین را در مورد گزینش جنسی در دوره معاصر وی رصد می‌نمودند و تا دهه ۱۹۳۰ که زیست شناسان تصمیم به اضافه کردن گزینش جنسی در نوعی از انتخاب طبیعی کردند، حائز اهمیت نبود. تنها در قرن بیست و یکم در زیست‌شناسی از اهمیت بیشتری برخوردار شدند.

### ابزار انتخاب طبیعی
انتخاب جنسی ممکن است به شرح اینکه چگونه در مراحل اولیه تکامل، خصوصیات (همانند پرها) می‌توانند در ارزش بقا مؤثر باشند، می‌پردازد.

### جنسیت دوگانه
تفاوت‌های جنسیتی مستقیماً با تولید مثل در ارتباط بوده و هیچ ارتباط مستقیمی با هدف معاشقه ایی که صفات اولیه جنسی نامیده می‌شود، ندارد. رفتارها متمایل به گزینش جنسی که به ارگانیسم‌ها این مزیت را دارد. (چه نر و چه ماده) که بدون مداخله مستقیم در تولید مثل، نسبت به رقیبانش (برای مثال در معاشقه) برتری داشته باشد که به آن صفات ثانویه جنسی می‌گویند.